# Crisis Intelligence
Crisis Intelligence (wörtlich etwa „Krisen(ursachen)forschung“, „Krisen(früh)aufklärung“) bezeichnet die strategische und systematische Recherche, die Sammlung und Beschaffung von Daten, die Analyse und Bewertung von Informationen sowie die Verwendung daraus gewonnenen Wissens im Rahmen von Krisenpräventions- und -bewältigungsprozessen.
Ziel ist die kontinuierliche Versorgung mit entscheidungsrelevantem Wissen, um Risikopotentiale und Unsicherheiten zu verringern und Schäden zu reduzieren oder zu vermeiden. Die Forderung nach Reduktion und Aufbereitung von Informationen für Entscheidungsprozesse wirkt einem möglichen Information Overload entgegen. Im Krisenmanagement, ebenso wie in der Krisenprävention sind Trial-and-Error-Strategien aufgrund zu hoher Risiken und der oft hohen Tragweite negativer Auswirkungen ungeeignet.
Die im Zusammenhang mit dem Begriff „Crisis Intelligence“ verwendete Definitionen der Begriffe Informationen und Wissen orientieren sich am DIKW Modell. Dieses Modell stellt Daten, Informationen, und Wissen in einer aufsteigenden Pyramide dar. Die „DIKW-Hierarchie“, auch als „Wissens-Hierarchie“, „Informations-Hierarchie“ oder „Wissens-Pyramide“ bezeichnet, ist eine der grundlegenden, allgemein anerkannten Modelle in der Informations- und Wissensmanagement-Literatur. Ziel des Wissensmanagement (engl. Knowledge Management) ist es, die Bereitstellung der richtigen Informationen am richtigen Ort für die richtigen Personen zur richtigen Zeit basierend auf verlässlichem Wissen zu ermöglichen. (Beims, 2009)

## Betrachtung der Informationsbeschaffung im Krisenkontext
Krisen sind Situationen hoher informativer Ungewissheit. Krisen bedrohen nicht nur materielle (z. B. finanzielle) Werte, sondern auch immaterielle (z. B. die Reputation oder das Image), die einen hohen Grad an Komplexität und Unsicherheit aufweisen, bei geringem Handlungsspielraum und hohem Handlungsdruck. Entscheidungen in Krisensituationen erfordern handlungsleitende und abgesicherte Informationen. Grundsätzlich gilt, dass „Informationen […] dann bzw. so weit zu beschaffen [sind], wie deren Kosten geringer sind als die durch ihre Verwendung verursachten Erträge.“ Im Kontext des Krisenmanagements oder der Krisenprävention lässt sich hieraus ableiten, dass Informationen beschafft werden sollten, wenn die Einsparungen aus abgewendeten Schäden oder Schadenswiedergutmachungen höher liegen als die durch die Beschaffung von Informationen entstehenden Kosten. Jedoch ist die Bewertung von Schadenshöhen besonders bei immateriellen Schäden schwierig. "Immaterielle Schäden [...] können schwerer wiegen als finanzielle Verluste." Daraus lässt sich ableiten, dass wirtschaftlich mögliche Maßnahmen ergriffen werden sollten die geeignet sind, (immaterielle) Schäden abzuwenden oder zu reduzieren.

## Definition des Begriffs Intelligence
“Intelligence” als Begriff ist bislang nicht eindeutig definiert. Er ist meist aus dem betriebswirtschaftlichen Kontext unter der Begriffsfindung “Business Intelligence” oder aus dem Kontext der Konkurrenz-/Wettbewerbsforschung als „Competitive Intelligence“ bekannt.
Die Central Intelligence Agency (CIA) bietet eine Reihe von Definitionen bei der Begriffsklärung:
“Intelligence deals with all the things which should be known in advance of initiating a course of action.” (Hoover Commission)
In dieser Definition sind zwei wesentliche Aspekte beinhaltet, welche den Begriff gegen den des Wissens abgrenzen. Erstens: Es wird eine Entscheidungsorientierung gefordert. Die rückwirkende Frage: Hat diese Information oder das spezifische Wissen zu einer Entscheidung geführt?, ist eines der Kriterien für die Begriffsdefinition von Intelligence.
“Information in the absence of execution is overhead.” (Ronald Griffin)
Zweitens: Die Definition beinhaltet eine klare Eingrenzung und somit die Forderung nach Reduktion auf Relevantes. Grothe und Gentsch (2004, S. 20f) heben darüber hinaus den Aspekt der Informationssuche und der Integration in einen umfassenderen Prozess hervor. Der per Definition höhere Wert der Intelligence für den Entscheider schlägt sich auch in folgendem Zitat nieder:
“Knowledge has value, but intelligence has power.” (Rothberg and Erickson, 2005)
Ist die Krise einem Angriff geschuldet, gehen notwendige Maßnahmen im Krisenmanagement noch weiter, wie sich aus der folgenden Aussage der Joint Chiefs of Staff ableiten lässt:
“Information and knowledge about an adversary obtained through observation, investigation, analysis, or understanding.” (Joint Publication 1-02, 12. April 2001, S. 208)
Demnach kann ein Verständnis für die tatsächlichen Ursachen einer Krise nur dann erlangt werden, wenn entsprechende Informationen und Wissen über Ursachen/Verursacher und Motivlagen erlangt werden oder vorhanden sind.

## Zusammenwirken der Intelligence Bereiche
Die Bereiche Business Intelligence und Competitive Intelligence können dem Bereich Crisis Intelligence wichtige Informationen liefern. Die dort regelmäßig erhobenen und gesammelten Daten und Informationen stehen jederzeit kurzfristig zur Verfügung. Besonders detailliertes Wissen über Märkte, Wettbewerber und direkte Konkurrenzunternehmen sind in der Crisis Intelligence wertvolle Informationen, die der Krisenursachenforschung dienlich sind.